# 18 Polowa Techniczna Baza Rakietowa
18 Polowa Techniczna Baza Rakietowa – jednostka wojskowa wojsk rakietowych Pomorskiego Okręgu Wojskowego
Do głównych zadań bazy należało utrzymywanie określonej ilości pocisków balistycznych w pełnej sprawności technicznej oraz gotowość do prowadzenia zabiegów obsługowo-technicznych. W pierwszym okresie obsługiwano pociski R-150 (zestaw 9K51 z rakietą 8K11), a w okresie późniejszym R-300 (zestaw 9K72 Elbrus z rakietą 8K14). Pociski tego typu przechowywane były w gotowości zerowej – tzw. „gotowości arsenalskiej”. Zadaniem bazy było przygotowanie ich od gotowości nr 6 do gotowości nr 4[a]. Po rozformowaniu jednostki i sprzedaży jej terenu mieściła się tam stacja benzynowa. W 2018 r. budynki jednostki wyburzono pod budowę osiedla mieszkaniowego przez spółkę Alsecco.

## Struktura organizacyjna
- dowództwo i sztab
- bateria dowodzenia
- 2 baterie techniczne (od 1988 – 3 baterie techniczne)
  - zespoły techniczne
- bateria dowozu
- pluton zabezpieczenia
- pluton warsztatowy

## Wyposażenie transportowo-załadowcze rakiet
- naczepa transportowa 2T3M
- samochód izotermiczny 9F21
- żuraw samochodowy 9T31M – były też stosowane inne typy dźwigów

Wyposażenie dystrybucji materiałów napędowych
- dystrybutor paliwa 2G1U
- dystrybutor utleniacza 8G17M1
- ruchoma stacja sprężarkowa 8G33U
- urządzenie neutralizacyjne 8T311

Wyposażenie kontrolne
- stacja sprawdzeń poziomych 2W11
- stacja sprawdzeń niezależnych 9W41
- elektrownia polowa 8N01

Wyposażenie pomocnicze
- polowe laboratorium chemiczne 8Ju44
- namiot 8Ju11
- podgrzewacz powietrza 8G27U
- samochód z częściami zamiennymi i zapasowymi 2SCH1
- wskaźnik wilgotności powietrza 8Sz31
- zestaw instrumentów i przyrządów 2SzCz1

## Przygotowanie pocisków
Przygotowanie pocisków taktycznych R-30 (zestaw 2K6 z rakietami 3R9 i 3R10), R-70 (zestaw 9K52M – Łuna) i R-100 (zestaw 9K79 – Toczka) polegało na przeglądzie zewnętrznym oraz doprowadzeniu do gotowości nr 4 – przyłączeniu głowicy bojowej, a następnie przetransportowaniu i przeładunku na środki transportu dywizjonów rakiet taktycznych.
9K79 znajdował się na uzbrojeniu Wojska Polskiego od 1988 r. i należał do najnowocześniejszych tego typu broni w siłach zbrojnych. Charakteryzował się wysoką manewrowością i dużą skutecznością rażenia. Jest przeznaczony do niszczenia celów punktowych i o małej powierzchni, na głębokości taktycznej ugrupowań bojowych, rakietami z głowicami odłamkowo-burzącymi (o działaniu skupionym) i odłamkowo-kasetowymi. Zestaw składa się z wyrzutni 9P129 (na podwoziu kołowym, pływającym), rakiety 9M79F(K),samochodu transportowo-załadowczego 2T218 (na podwoziu kołowym, pływającym).
W 18 PTBR: samochodu transportowego 9T238 (na podwoziu ZIŁ 137T), stacji kontrolno pomiarowej 9W819, stacji obsługiwań technicznych 9W844M (na podwoziu ZIŁ 131) oraz wyposażenia dodatkowego. Masa wyrzutni z rakietą i obsługą wynosi 18 t, maksymalna prędkość jazdy – 60 km/h, pływania – 10 km/h, zasięg jazdy – 650 km, masa startowa rakiety 2000 kg, długość – 6,4 m, masa głowicy – 480 kg, donośność – od 15 do 70 km.

## Żołnierze bazy
Dowódcy bazy
- ppłk Tadeusz Kołba
- płk Paweł Kaczan
- płk Jerzy Siwulski
- płk Józef Ogrodowicz[3]
- ppłk Józef Margoszczyn

Oficerowie
- Marek Ojrzanowski